# 雲斎織り
雲斎織り（うんさいおり）とは綾木綿の一種であり、美作の雲斎によって作られたことをその由来としている。織り面の斜めに向かって経糸と緯糸を交差する斜文織りによって織られているために厚手であり、強さは平織に劣るが伸縮性があるために足袋の底地や前掛け、バッグの生地、相撲の稽古用廻しなど様々な用途に利用されている。